# Oceanites barrosi
La golondrina de mar andina (Oceanites barrosi ) es una especie de ave procelariforme de la familia Oceanitidae que integra el género Oceanites. Habita en la zona central de Chile. Fue propuesta en 2024, en el marco de un estudio que pretendía solucionar problemas existentes en la clasificación actual de las especies que forman parte del género Oceanites, elevando al nivel de especie a poblaciones que antes eran consideradas como Oceanites oceanicus.

## Características
La especie se distingue por su estructura pequeña, que cuenta con alas cortas y redondeadas, además de una notable diferencia en tamaño y plumaje en comparación con otras especies de su género. Su conducta de nidificación también es característica, más aún si se considera su carácter de ave marina, ya que nidifica en zona cordilleranas de los Andes centrales de Chile y en parte de Argentina.

## Taxonomía
El ejemplar tipo de la especie es una hembra adulta que fue capturada en 1924 en la provincia de Los Andes, en Chile, a una altitud de 1402 m s. n. m. por el ornitólogo Rafael Barros Valenzuela. Existen a su vez paratipos de la especie capturados en la cuenca del río Blanco en la región de Valparaíso y en el cerro Manquehue de la región Metropolitana de Santiago. Las medidas del espécimen tipo son las siguientes:
- Longitud del tarso 31,7 mm
- Longitud de la cuerda del ala: 134 mm
- Longitud del culmen: 11,9 mm
- Longitud de la cola 56 mm
- Longitud del dedo medio (con la uña): 24,7 mm

## Etimología
Etimológicamente, su nombre específico hace alusión al ornitólogo chileno Rafael Barros Valenzuela (1890-1972), uno de los más prolíficos ornitólogos de su país durante el siglo XX, y que fue el primero en capturar especímenes de golondrinas de mar en la cadena de los Andes en el Chile central, entre las que se cuentan el holotipo y dos de los tres paratipos de la especie. El nombre del género Oceanites, al que pertenece esta especie alude a las oceánides, criaturas que serían ninfas de los mares en la mitología europea.
El nombre en español de la especie, «golondrina de mar andina», alude a su área de nidificación en la cordillera de los Andes única para su género, rasgo que ha llegado a ser caracterizado como «un contrasentido» o «una particularidad excepcional» por investigadores, debido al hecho de ser esta una especie marina.